# Boksen op de Olympische Zomerspelen 2004
Boksen is een van de sporten die beoefend werden tijdens de Olympische Zomerspelen 2004 in Athene. De bokswedstrijden werden gehouden in de Peristeri Olympische bokshal. Er deden alleen mannen mee in deze sport.
De wedstrijden werden beslist in vier rondes van elk twee minuten. Er waren vijf juryleden die punten gaven aan de boksers tijdens het gevecht en de bokser met de meeste punten wint.
Drie dagen voor het begin van de openingsceremonie kondigde het IOC aan dat de bokser David Munyasia uit Kenia positief was bevonden voor cathine en van het evenement was uitgesloten.

## Mannen
Uitslagen per gewichtsklasse: 

### Lichtvlieggewicht (48 kg)

#### 1e ronde
Gehouden op 18 augustus
- Sergey Kazakov, Rusland (20-8) Patricio Calero, Ecuador
- Carlos Jose Tamara Paternina, Colombia (48-25) Redouane Bouchtouk, Marokko
- Alfonso Pinto, Italië (RSCOS) Effiong Okon, Nigeria
- Atagun Yalcinkaya, Turkije (22-7) Jolly Katongole, Oeganda
- Jeyhun Abiyev, Azerbeidzjan (23-8) Pal Bedak, Hongarije
- Zou Shiming, China (22-9) Rau Shee Warren, Verenigde Staten
- Endalkachew Kebede, Ethiopië (26-21) Toshiyuki Igarashi, Japan
- Najah Ali, Irak (21-7) Kwak Hyok Ju, Noord-Korea
- Aleksan Nalbandyan, Armenië (27-20) Redouane Asloum, Frankrijk
- Hong Moo Won, Zuid-Korea (RSCOS) Lalaina Rabenarivo, Madagaskar
- Harry Tanamor, Filipijnen (17-12) Sherali Dostiev, Tadzjikistan
- Yan Bhartelemy Varela, Cuba (RSCOS) Miguel Angel Miranda Guerra, Venezuela
- Suban Pannon, Thailand (26-14) Salim Salimov, Bulgarije

Byes:
- Peter Wakefield, Australië
- Joseph Jermia, Namibië
- Raul Castaneda, Mexico

#### eindrangschikking
| rang   | sporter              | land |
| ------ | -------------------- | ---- |
| Goud   | Yan Bartelemí Varela | CUB  |
| Zilver | Atagün Yalçınkaya    | TUR  |
| Brons  | Zou Shiming          | CHN  |
| Brons  | Sergej Kazakov       | RUS  |
| 5      | Joseph Jermia        | NAM  |
| 5      | Alfonso Pinto        | ITA  |
| 5      | Aleksan Nalbandjan   | ARM  |
| 5      | Hong Moo-won         | KOR  |

### Vlieggewicht (51kg)

#### 1e ronde
Gehouden op 19 augustus
- Somjit Jongjohor, Thailand (22-12) Kim Kim-suk, Zuid-Korea
- Yuriorkis Gamboa Toledano, Cuba (46-33) Igori Samoilenco, Moldavië
- Mirzhan Rakhimzhanov, Kazachstan (42-23) Joseph Serrano, Puerto Rico
- Georgy Balakshin, Rusland (26-15) Mebarek Soltani, Algerije
- Andrzej Rzany, Polen (25-19) Bonyx Yusak Saweho, Indonesië
- Hicham Mesbahi, Marokko (25-20) Lechedzani Luza, Botswana
- Nikoloz Izoria, Georgië (24-14) Walid Cherif, Tunesië
- Fuad Aslanov, Azerbeidzjan (walk-over) George Jouvin Rakotoarimbelo, Madagaskar
- Jerome Thomas, Frankrijk (37-16) Akhil Kumar, India
- Juan Carlos Payano, Dominicaanse Republiek (26-18) Bato Vankeev, Wit-Rusland
- Ron Siler, Verenigde Staten (32-18) Bradley Hore, Australië
- Tulashboy Doniyorov, Oezbekistan (36-26) Violeto Payla, Filipijnen

Byes:
- Rustamhodza Rahimov, Duitsland
- Oscar Escandon Berrio, Colombia
- Paulus Ambunda, Namibië
- Jonny Gabriel Mendoza Alvarado, Venezuela

#### eindrangschikking
| rang   | sporter                   | land |
| ------ | ------------------------- | ---- |
| Goud   | Yuriorkis Gamboa Toledano | CUB  |
| Zilver | Jérôme Thomas             | FRA  |
| Brons  | Rustam Rachimov           | GER  |
| Brons  | Fuad Aslanov              | AZE  |
| 5      | Paulus Ambunda            | NAM  |
| 5      | Georgi Balaksjin          | RUS  |
| 5      | Andrzej Rżany             | POL  |
| 5      | Toelasjboy Donijorov      | UZB  |

### Bantamgewicht (54kg)

#### 1e ronde
Gehouden op 19 augustus
- Malik Bouziane, Algerije (19-16) Ali Hallab, Frankrijk
- Mehar Ullah, Pakistan (36-22) Aibek Abdymomunov, Kirgizië
- Guillermo Rigondeaux Ortiz, Cuba (21-7) Liu Yuan, China
- Khavazhi Khatsigov, Wit-Rusland (27-19) Juan Lopez, Puerto Rico
- Worapoj Petchkoom, Thailand (RSCOS) Kim Won Il, Zuid-Korea
- Nestor Bolum, Nigeria (23-17) Petit Jesus Ngnitedem, Gabon
- Diwakar Prasad, India (25-17) Hamid Ait Bighrade, Marokko
- Zsolt Bedak, Hongarije (36-27) Abner Mares Martinez, Mexico
- Maksym Tretjak, Oekraïne (30-24) Argenis Mendez, Dominicaanse Republiek
- Aghasi Mammadov, Azerbeidzjan (RSCOS) Joel Brunker, Australië
- Detelin Dalakliev, Bulgarije (RSCOS) Abel Aferalign, Ethiopië

Byes:
- Andrew Kooner, Canada
- Alexander Espinoza Hernandez, Venezuela
- Andrzej Liczik, Polen
- Bahodirjon Sooltonov, Oezbekistan
- Gennady Kovalev, Rusland

#### eindrangschikking
| rang   | sporter                    | land |
| ------ | -------------------------- | ---- |
| Goud   | Guillermo Rigondeaux Ortiz | CUB  |
| Zilver | Worapoj Petchkoom          | THA  |
| Brons  | Bachodirjon Soeltonov      | UZB  |
| Brons  | Aghasi Mammadov            | AZE  |
| 5      | Andrew Kooner              | CAN  |
| 5      | Gennadi Kovalev            | RUS  |
| 5      | Nestor Bolum               | NGR  |
| 5      | Maksym Tretjak             | UKR  |

### Vedergewicht (57kg)

#### 1e ronde
Gehouden op 19 augustus
- Luis Franco Vazquez, Cuba (32-15) Asylbex Talasbaev, Kirgizië
- Edvaldo Oliveira, Brazilië (43-43) Carlos Velazquez, Puerto Rico
- Khedafi Djelkhir, Frankrijk (38-13) Saifeddine Nejmaoui, Tunesië
- Vitali Tajbert, Duitsland versl. Daniel Brizuela, Argentinië
- Mikhail Biarnadski, Wit-Rusland (32-18) Likar Ramos Concha, Colombia
- Viorel Simion, Roemenië (40-15) Ryan Langham, Australië
- Jo Seok Hwan, Zuid-Korea (37-28) Sedat Tasci, Turkije
- Benoit Gaudet, Canada (32-17) Somluck Kamsing, Thailand
- Bekzod Khidirov, Oezbekistan versl. Sohail Ahmed, Pakistan
- Galib Jafarov, Kazachstan versl. Brian Mayanja, Oeganda
- Shahin Imranov, Azerbeidzjan versl. Ludumo Galada, Zuid-Afrika
- Aleksej Tisjtsjenko, Rusland (37-17) Hadj Belkheir, Algerije

Byes:
- Muideen Ganiyu, Nigeria
- Khumiso Ikgopoleng, Botswana
- Song Guk Kim, Noord-Korea
- Konstantine Koepatadze, Georgië

#### eindrangschikking
| rang   | sporter             | land |
| ------ | ------------------- | ---- |
| Goud   | Aleksej Tisjtsjenko | RUS  |
| Zilver | Kim Song Guk        | PRK  |
| Brons  | Vitali Tajbert      | GER  |
| Brons  | Jo Seok-kwan        | KOR  |
| 5      | Muideen Ganiyu      | NGR  |
| 5      | Luis Franco Vázquez | CUB  |
| 5      | Viorel Simion       | ROU  |
| 5      | Galib Dzjafarov     | KAZ  |

### Lichtgewicht (60kg)

#### 1e ronde
Gehouden op 19 augustus
- Dimitar Stilianov, Bulgarije (20-11) Selcuk Aydin, Turkije
- Amir Khan, Verenigd Koninkrijk (RSCOS) Marios Kaperonis, Griekenland
- Jong Sub Baik, Zuid-Korea (30-23) Gyula Kate, Hongarije
- Munkh Erdene U., Mongolië (29-23) Michael Medor, Mauritius
- Vicente Escobedo, Verenigde Staten (RSCOS) Jose David Mosquera Mosquera, Colombia
- Rovshan Huseynov, Azerbeidzjan (22-14) Bongani Wonderboy Mahlangu, Zuid-Afrika
- Asghar Ali Shah, Pakistan (21-17) Volodymyr Kravets, Oekraïne
- Mario Cesar Kindelan Mesa, Cuba (RSCOS) Ahmed Sadiq, Nigeria
- Sam Rukundo, Oeganda (30-22) Tahar Tamsamani, Marokko
- Alexander de Jesus, Puerto Rico (39-24) Myke Carvalho, Brazilië
- Anthony Little, Australië (27-8) Taoufik Chobba, Tunesië
- Murat Khrachev, Rusland (40-29) Tongzhou Chen, China

Byes:
- Mohammad Asheri, Iran
- Domenico Valentino, Italië
- Manuel Félix Díaz, Dominicaanse Republiek
- Serik Yeleuov, Kazachstan

#### eindrangschikking
| rang   | sporter            | land |
| ------ | ------------------ | ---- |
| Goud   | Mario Kindelán     | CUB  |
| Zilver | Amir Khan          | GBR  |
| Brons  | Moerat Chratsjov   | RUS  |
| Brons  | Serik Jeleujov     | KAZ  |
| 5      | Domenico Valentino | ITA  |
| 5      | Baik Jong-sub      | KOR  |
| 5      | Rovsjan Hoeseynov  | AZE  |
| 5      | Sam Rukundo        | UGA  |

### Halfweltergewicht (64kg)

#### 1e ronde
Gehouden op 15 augustus
- 13:30 Boris Georgiev, Bulgarije (RSCOS) Fillali Nasserredine, Algerije
- 13:40 Nafil Hicham, Marokko (42-40) Isidro Mosquea, Dominicaanse Republiek
- 14:00 Nurzhan Karimzhanov, Kazachstan (48-31) Juan de Dios Navarro Ramirez, Mexico
- 14:13 Manus Boonjumnong, Thailand (28-16) Spyridon Ioannidis, Griekenland
- 14:29 Romeo Brin, Filipijnen (43-35) Patrick Bogere, Zweden
- 19:30 Willy Blain, Frankrijk (36-14) Sassi Mohamed Ali, Tunesië
- 19:45 Alexander Maletin, Rusland (RSCOS) Saleh Khoulef, Egypte
- 19:57 Ionut Gheorghe, Roemenië (26-11) Faisal Karim, Pakistan
- 20:13 Mustafa Karagollu, Turkije (25-20) Vijendra, India
- 20:30 Michele di Rocco, Italië (37-30) Patriz Adelis Lopez Rojas, Venezuela
- 20:46 Anoushirvan Nourian, Australië (51-22) Julie Kitson, Seychellen

Byes:
- Davis Mwale, Zambia
- Yudel Johnson Cedeno, Cuba
- Dilshod Mahmudov, Oezbekistan
- Alessandro Matos, Brazilië
- Rock Allen, Verenigde Staten

#### 2e ronde
Gehouden op 19 augustus
- Yudel Johnson Cedeno, Cuba (RSCOS) Davis Mwale, Zambia
- Dilshod Mahmudov, Oezbekistan (26-16) Alessandro Matos, Brazilië
- Boris Georgiev, Bulgarije (30-10) Rock Allen, Verenigde Staten
- Nurzhan Karimzhanov, Kazachstan (33-13) Nafil Hicham, Marokko
- Manus Boonjumnong, Thailand (29-15) Romeo Brin, Filipijnen
- Willy Blain, Frankrijk (28-20) Alexander Maletin, Rusland
- Ionut Gheorghe, Roemenië (28-19) Mustafa Karagollu, Turkije
- Michele di Rocco, Italië (33-25) Anoushirvan Nourian, Australië

#### eindrangschikking
| rang   | sporter              | land |
| ------ | -------------------- | ---- |
| Goud   | Manus Boonjumnong    | THA  |
| Zilver | Yudel Johnson Cedeño | CUB  |
| Brons  | Boris Georgijev      | BUL  |
| Brons  | Ionuț Gheorghe       | ROU  |
| 5      | Dilsjod Mahmoedov    | UZB  |
| 5      | Noerzjan Karimzjanov | KAZ  |
| 5      | Willy Blain          | FRA  |
| 5      | Michele di Rocco     | ITA  |

### Weltergewicht (69kg)

#### 1e ronde
Gehouden op 15 augustus
- 14:47 Vanes Martirosyan, Verenigde Staten (45-20) Meskine Benamar, Algerije
- 15:00 Lorenzo Aragon Armenteros, Cuba (RSCOS) Theodoros Kotakos, Griekenland
- 15:15 Ruslan Khairov, Azerbeidzjan (RSCI) Adam Trupish, Canada
- 15:30 Hanati Silamu, China (29-17) Sadat Tebazaalwa, Oeganda
- 15:44 Bulent Ulusoy, Turkije (45-32) Ellis Chibuye, Zambia
- 16:00 Sherzod Husanov, Oezbekistan (33-20) Jean Carlos Prada, Venezuela
- 21:03 Mohamed Hikal, Egypte (40-12) Basharmal Sultani, Afghanistan
- 21:19 Oleg Saitov, Rusland (30-15) Ait Hammi Miloud, Marokko
- 21:30 Viktor Poljakov, Oekraïne (54-27) Gerard O'Mahony, Australië
- 21:51 Xavier Noel, Frankrijk Versl. Andre Berto, Haïti
- 22:08 Bakhtiyar Artayev, Kazachstan (WO) Willy Bertrand Tankeu, Kameroen
- 21:11 Aliasker Bashirov, Turkmenistan (54-21) Rolandas Jasevicius, Litouwen

Byes:
- Juan Camilo Novoa Aguinaga, Colombia
- Vilmos Balog, Hongarije
- Kim Jung Joo, Zuid-Korea
- Vitalie Grusac, Moldavië

#### 2e ronde
Gehouden op 19 augustus
- Juan Camilo Novoa Aguinaga, Colombia (33-24) Vilmos Balog, Hongarije
- Kim Jung Joo, Zuid-Korea (23-20) Vitalie Grusac, Moldavië
- Lorenzo Aragon Armenteros, Cuba (20-11) Vanes Martirosyan, Verenigde Staten
- Ruslan Khairov, Azerbeidzjan (26-16) Hanati Silamu, China
- Sherzod Husanov, Oezbekistan (23-9) Bulent Ulusoy, Turkije
- Oleg Saitov, Rusland (18-17) Mohamed Hikal, Egypte
- Viktor Poljakov, Oekraïne (32-25) Xavier Noel, Frankrijk
- Bakhtiyar Artayev, Kazachstan (33-23) Aliasker Bashirov, Turkmenistan

#### eindrangschikking
| rang   | sporter                    | land |
| ------ | -------------------------- | ---- |
| Goud   | Bachtijar Artajev          | KAZ  |
| Zilver | Lorenzo Aragón             | CUB  |
| Brons  | Kim Jung-joo               | KOR  |
| Brons  | Oleg Saitov                | RUS  |
| 5      | Juan Camilo Novoa Aguinaga | COL  |
| 5      | Roeslan Chairov            | AZE  |
| 5      | Sjertsod Hoesanov          | UZB  |
| 5      | Viktor Poljakov            | UKR  |

### Middengewicht (75kg)

#### 1e ronde
Gehouden op 14 augustus
- 13:30 Kassel Nabil, Algerije (41-36) Glaucelio Abreu, Brazilië
- 13:45 Andre Dirrell, Verenigde Staten (25-18) Ha Dabateer, China
- 14:00 Yordani Despaigne Herrera, Cuba (36-24) Jean Pascal, Canada
- 14:15 Karoly Balzsay, Hongarije (29-24) Sahraoui Mohamed, Tunisië
- 14:30 Gaidarbek Gaidarbekov, Rusland (35-13) Christopher Camat, Filipijnen
- 14:45 Abdurahmonov Sherzod, Oezbekistan (34-16) Serdar Ustuner, Turkije
- 19:30 Andy Lee, Ierland (38-23) Alfredo Angulo Lopez, Mexico
- 19:45 Ndam Mjikam Hassan, Kameroen (na beslissing, 22-22) Juan Jose Ubaldo, Dominicaanse Republiek
- 20:00 Taghiyev Javid, Azerbeidzjan (32-31) Georgios Gazis, Griekenland
- 20:15 Prasathinphimai Suriya, Thailand (30-21) Joseph Lubega, Oeganda
- 20:30 Lukas Wilaschek, Duitsland (24-23) Jamie Pittman, Australië
- 20:45 Oleg Maskin, Oekraïne (25-22) Kotso Godfrey Motau, Zuid-Afrika

Byes:
- Khan Ahmed Ali, Pakistan
- Gennadiy Golovkin, Kazachstan
- Ramadan Yasser, Egypte (land)
- Marian Simion, Roemenië

#### eindrangschikking
| rang   | sporter                   | land |
| ------ | ------------------------- | ---- |
| Goud   | Gaidarbek Gaidarbekov     | RUS  |
| Zilver | Gennadi Golovkin          | KAZ  |
| Brons  | Andre Dirrell             | USA  |
| Brons  | Suriya Prasathinphimai    | THA  |
| 5      | Ramadan Yasser            | EGY  |
| 5      | Yordani Despaigne Herrera | CUB  |
| 5      | Hassan Ndam Njikam        | CMR  |
| 5      | Oleg Masjkin              | UKR  |

### Halfzwaargewicht (81kg)

#### 1e ronde
Gehouden op 14 augustus
- 15:01 Abdelhani Kensi, Algerije (25-19) Song Hak Sung, Zuid-Korea
- 15:15 Utkirbek Haydarov, Oezbekistan (21-11) Isaac Ekpo, Nigeria
- 15:30 Ihsan Yildrim Tarhan, Turkije Versl. Soulan Pownceby, Nieuw-Zeeland
- 15:45 Shumenov Beibut, Kazachstan (34-22) Aleksy Kuziemski, Polen
- 16:00 Trevor Stewardson, Canada (36-20) Flavio Furtado, Kaapverdië
- 16:15 Ahmed Ismail, Egypte (44-22) Shohrat Kurbanov, Turkmenistan
- 21:01 Elias Pavlidis, Griekenland (32-17) Taylor Mabika, Gabon
- 21:15 Ali Ismayilov, Azerbeidzjan (27-22) Washington Silva, Brazilië
- 21:30 Lei Yuping, China (24-16) Pierre Celestin Yana, Kameroen
- 21:45 Andrij Fedtsjoek, Oekraïne Versl. Jitender Kumar, India
- 22:00 Magomed Aripgadjiev, Wit-Rusland (29-10) Ramiro Goben Reducindo Radilla, Mexico
- 22:15 Edgar Ramon Munoz Mata, Venezuela (31-23) Mario Sivolija, Kroatië

Byes:
- Yoan Pablo Hernandez Suarez, Cuba
- Evgeny Makarenko, Rusland
- Andre Ward, Verenigde Staten
- Clemente Russo, Italië

#### 2e ronde
Gehouden op 19 augustus
- Evgeny Makarenko, Rusland (30-18) Yoan Pablo Hernandez Suarez, Cuba
- Andre Ward, Verenigde Staten (17-9) Clemente Russo, Italië
- Utkirbek Haydarov, Oezbekistan (31-19) Abdelhani Kensi, Algerije
- Ihsan Yildrim Tarhan, Turkije (27-19) Shumenov Beibut, Kazachstan
- Ahmed Ismail, Egypte (38-22) Trevor Stewardson, Canada
- Elias Pavlidis, Griekenland (31-16) Ali Ismayilov, Azerbeidzjan
- Lei Yuping, China (17-9) Andrij Fedtsjoek, Oekraïne
- Magomed Aripgadjiev, Wit-Rusland (18-10) Edgar Ramon Munoz Mata, Venezuela

#### eindrangschikking
| rang   | sporter               | land |
| ------ | --------------------- | ---- |
| Goud   | Andre Ward            | USA  |
| Zilver | Magomed Aripgadzjiev  | BLR  |
| Brons  | Ahmed Ismail          | EGY  |
| Brons  | Utkirbek Hajdarov     | UZB  |
| 5      | Jevgeni Makarenko     | RUS  |
| 5      | Ihsan Yildirim Tarhan | TUR  |
| 5      | Elias Pavlidis        | GRE  |
| 5      | Lei Yuping            | CHN  |

### Zwaargewicht (91kg)

#### 1e ronde
Gehouden op 19 augustus
- Odlanier Solis, Cuba (24-21) Alexander Alekseev, Rusland
- Wilmer Jose Vasquez Torres, Venezuela (WO) Ertugrul Ergezen, Turkije
- Naser Al Shami, Syrië (30-17) Emmanuel Izonritei, Nigeria
- Vugar Alakbarov, Azerbeidzjan (18-14) Spyridon Kladouchas, Griekenland
- Devin Vargas, Verenigde Staten (RSCOS) Rachid El Haddak, Marokko
- Viktar Zuyev, Wit-Rusland (RSCI) Daniel Betti, Italië
- Mohamed Elsayed, Egypte (beslissing, 18-18) Igor Alborov, Oezbekistan
- Adam Forsyth, Australië (32-22) Vedran Djipalo, Kroatië

#### eindrangschikking
| rang   | sporter                    | land |
| ------ | -------------------------- | ---- |
| Goud   | Odlanier Solís             | CUB  |
| Zilver | Viktor Zoejev              | BLR  |
| Brons  | Mohamed Elsayed            | EGY  |
| Brons  | Naser Al Shami             | SYR  |
| 5      | Wilmer José Vásquez Torres | VEN  |
| 5      | Voegar Alekperov           | AZE  |
| 5      | Devin Vargas               | USA  |
| 5      | Adam Forsyth               | AUS  |

### Superzwaargewicht (91kg en hoger)

#### 1e ronde
Gehouden op 19 augustus
- Alexander Povetkin, Rusland (RSCOS) Sergey Rozhnov, Bulgarije
- Mukhtarkhan Dildabekov, Kazachstan (28-18) Sebastian Koeber, Duitsland
- Roberto Cammarelle, Italië (29-13) Gbenga Oluokun, Nigeria
- Oleksii Mazikin, Oekraïne (23-5) Aliaksandr Apanasionak, Wit-Rusland
- Mohamed Aly, Egypte (32-19) Armand Carlos Netsing Takam, Kameroen
- Jaroslav Jaksto, Litouwen (26-17) Victor Bisbal, Puerto Rico
- Michel Lopez Nunez, Cuba (18-13) Rustam Saidov, Oezbekistan
- Jason Estrada, Verenigde Staten (30-11) Ma'afu Hawke, Tonga

#### eindrangschikking
| rang   | sporter                 | land |
| ------ | ----------------------- | ---- |
| Goud   | Aleksandr Povetkin      | RUS  |
| Zilver | Mohamed Aly             | EGY  |
| Brons  | Michel López Núñez      | CUB  |
| Brons  | Roberto Cammarelle      | ITA  |
| 5      | Moechtarchan Dildabekow | KAZ  |
| 5      | Aleksej Mazikin         | UKR  |
| 5      | Jaroslavas Jakšto       | LTU  |
| 5      | Jason Estrada           | USA  |

## Medaillespiegel
| rang   | land             | goud | zilver | brons | totaal |
| ------ | ---------------- | ---- | ------ | ----- | ------ |
| 1      | Cuba             | 5    | 2      | 1     | 8      |
| 2      | Rusland          | 3    | 0      | 3     | 6      |
| 3      | Kazachstan       | 1    | 1      | 1     | 3      |
| 3      | Thailand         | 1    | 1      | 1     | 3      |
| 5      | Verenigde Staten | 1    | 0      | 1     | 2      |
| 6      | Wit-Rusland      | 0    | 2      | 0     | 2      |
| 7      | Egypte           | 0    | 1      | 2     | 3      |
| 8      | Frankrijk        | 0    | 1      | 0     | 1      |
| 8      | Noord-Korea      | 0    | 1      | 0     | 1      |
| 8      | Turkije          | 0    | 1      | 0     | 1      |
| 8      | Groot-Brittannië | 0    | 1      | 0     | 1      |
| 12     | Azerbeidzjan     | 0    | 0      | 2     | 2      |
| 12     | Duitsland        | 0    | 0      | 2     | 2      |
| 12     | Oezbekistan      | 0    | 0      | 2     | 2      |
| 12     | Zuid-Korea       | 0    | 0      | 2     | 2      |
| 16     | Bulgarije        | 0    | 0      | 1     | 1      |
| 16     | China            | 0    | 0      | 1     | 1      |
| 16     | Italië           | 0    | 0      | 1     | 1      |
| 16     | Roemenië         | 0    | 0      | 1     | 1      |
| 16     | Syrië            | 0    | 0      | 1     | 1      |
| totaal | totaal           | 11   | 11     | 22    | 44     |

St. Louis 1904 · Londen 1908 · Antwerpen 1920 · Parijs 1924 · Amsterdam 1928 · Los Angeles 1932 · Berlijn 1936 · Londen 1948 · Helsinki 1952 · Melbourne 1956 · Rome 1960 · Tokio 1964 · Mexico-stad 1968 · München 1972 · Montréal 1976 · Moskou 1980 · Los Angeles 1984 · Seoel 1988 · Barcelona 1992 · Atlanta 1996 · Sydney 2000 · Athene 2004 · Peking 2008 · Londen 2012 · Rio de Janeiro 2016 · Tokio 2020  · Parijs 2024 
Medaillewinnaars
Atletiek · Badminton · Basketbal · Boksen · Boogschieten · Gewichtheffen · Gymnastiek · Handbal · Hockey · Honkbal · Judo · Kanovaren · Moderne vijfkamp · Paardensport · Roeien · Schermen · Schietsport · Schoonspringen · Softbal · Synchroonzwemmen · Taekwondo · Tafeltennis · Tennis · Triatlon · Voetbal · Volleybal · Waterpolo · Wielersport · Worstelen · Zeilen · Zwemmen